# Литовська академія музики та театру
Литовська академія музики й театру (лит. Lietuvos muzikos ir teatro akademija) — вищий музичний і театральний навчальний заклад Литви.

## Історія
Перша консерваторія в Литві була заснована в Каунасі в 1933 році в результаті реорганізації музичної школи, заснованої в 1919 року композитором Юозасом Науялісом. Керівниками Каунаської консерваторії протягом десятиліття були поперемінно Юозас Груодіс й Казімерас Вікторас Банайтіс; 1943 року у зв'язку з воєнними діями консерваторія була закрита. 1944 року робота Каунаської консерваторії була відновлена, а 1945 року в Вільнюсі була заснована Вільнюська консерваторія. 1949 року два цих навчальні заклади були об'єднані в Литовську державну консерваторію, що працює у Вільнюсі. 1952 року у консерваторії відкрилося акторське відділення. 1989 року було відкрите відділення в Каунасі. 1992 року консерваторія була перейменована в Литовську академію музики, а в 2004 року одержала нинішню назву.
Станом на 1 січня 2005 в академії налічувалося 1167 студентів й 274 викладача.

## Структура
- Музичний факультет. Декан: Дейвідас Стапонкус
- Факультет театру та кіно. Декан: Елона Байорініене
- Клайпедський факультет. Декан: Вітаутас Тетенкас.

## Відомі випускники
Серед вихованців консерваторії — білоруський хоровий диригент Віктор Ровдо, литовський композитор Вітаутас Клова, литовські актори Юозас Кіселюс, Вітаутас Томкус, Ромуальдас Раманаускас, Інгеборга Дапкунайте, Баніоніс Донатас.